# Antonio Banchieri
Antonio Banchieri, né le 8 mai 1667 à Pistoia, dans l'actuelle province de Pistoia, en Toscane, alors dans le Grand-duché de Toscane et mort le 16 septembre 1733 dans la même ville, est un cardinal italien du XVIIIe siècle. Il est l'oncle des cardinaux Giacomo Oddi et Giovanni Francesco Banchieri et - par sa mère - le grand-neveu du pape Clément IX.

## Biographie
Antonio Banchieri exerce diverses fonctions au sein de la Curie romaine, notamment comme gouverneur de Rome et vice-camerlingue du Saint-Siège. Il est vice-légat à Avignon de 1703 à 1706.
Le pape Benoît XIII le crée cardinal in pectore lors du consistoire du 9 décembre 1726. Sa création est publiée le 30 avril 1728.
Le cardinal Banchieri participe au conclave de 1730, lors duquel Clément XII est élu. À partir de 1730, il est cardinal secrétaire d'État et préfet de la Congrégation de la Sainte Consulta.

### Sources
- Fiche du cardinal Antonio Banchieri sur le site fiu.edu